# Haltestelle Wien Quartier Belvedere
Die Haltestelle Wien Quartier Belvedere, bis 8. Dezember 2012 Wien Südbahnhof (S-Bahn), liegt an der Stammstrecke der S-Bahn Wien, der ehemaligen Wiener Verbindungsbahn. Sie befindet sich an der Grenze zwischen dem 3., 4. und 10. Wiener Gemeindebezirk parallel zum Wiedner bzw. Landstraßer Gürtel an der Kreuzung mit Prinz-Eugen-Straße (3. / 4. Bezirk) und Arsenalstraße (3. / 10. Bezirk).

## Linien, die ab Quartier Belvedere fahren
| Linie | Verlauf |
| ----- | --- |
| R REX | Regional- und Regionalexpress-Züge nach Payerbach-Reichenau, Břeclav, Znojmo, Wiener Neustadt Hbf |
| S1    | Wien Meidling – Wien Matzleinsdorfer Platz – Wien Hauptbahnhof 1-2 – Wien Quartier Belvedere – Wien Rennweg – Wien Mitte – Wien Praterstern – Wien Traisengasse – Wien Handelskai – Wien Floridsdorf – Gänserndorf – Marchegg                                                                      |
| S2    | Mödling – Wien Meidling – Wien Matzleinsdorfer Platz – Wien Hauptbahnhof 1-2 – Wien Quartier Belvedere – Wien Rennweg – Wien Mitte – Wien Praterstern – Wien Traisengasse – Wien Handelskai – Wien Floridsdorf – Wolkersdorf – Mistelbach (– Laa an der Thaya)                                     |
| S3    | Wiener Neustadt Hbf – Baden – Wien Meidling – Wien Matzleinsdorfer Platz – Wien Hauptbahnhof 1-2 – Wien Quartier Belvedere – Wien Rennweg – Wien Mitte – Wien Praterstern – Wien Traisengasse – Wien Handelskai – Wien Floridsdorf – Stockerau – Hollabrunn                                        |
| S4    | Wiener Neustadt Hbf – Baden – Wien Meidling – Wien Matzleinsdorfer Platz – Wien Hauptbahnhof 1-2 – Wien Quartier Belvedere – Wien Rennweg – Wien Mitte – Wien Praterstern – Wien Traisengasse – Wien Handelskai – Wien Floridsdorf – Stockerau – Absdorf-Hippersdorf (– Tulln Stadt – Tullnerfeld) |
| D     | Absberggasse – Hauptbahnhof Ost – Quartier Belvedere – Oper, Karlsplatz – Ring, Volkstheater – Schottentor – Franz-Josefs-Bahnhof – Spittelau – Heiligenstadt, 12.-Februar-Platz – Nussdorf – Beethovengang                                                                                        |
| O     | Raxstraße/Rudolfshügelgasse – Hauptbahnhof – Quartier Belvedere – Rennweg – Landstraße/Wien Mitte – Praterstern – Bruno-Marek-Allee |
| 18    | Burggasse-Stadthalle – Westbahnhof – Matzleinsdorfer Platz – Hauptbahnhof – Quartier Belvedere – St. Marx – Schlachthausgasse |

## Geschichte

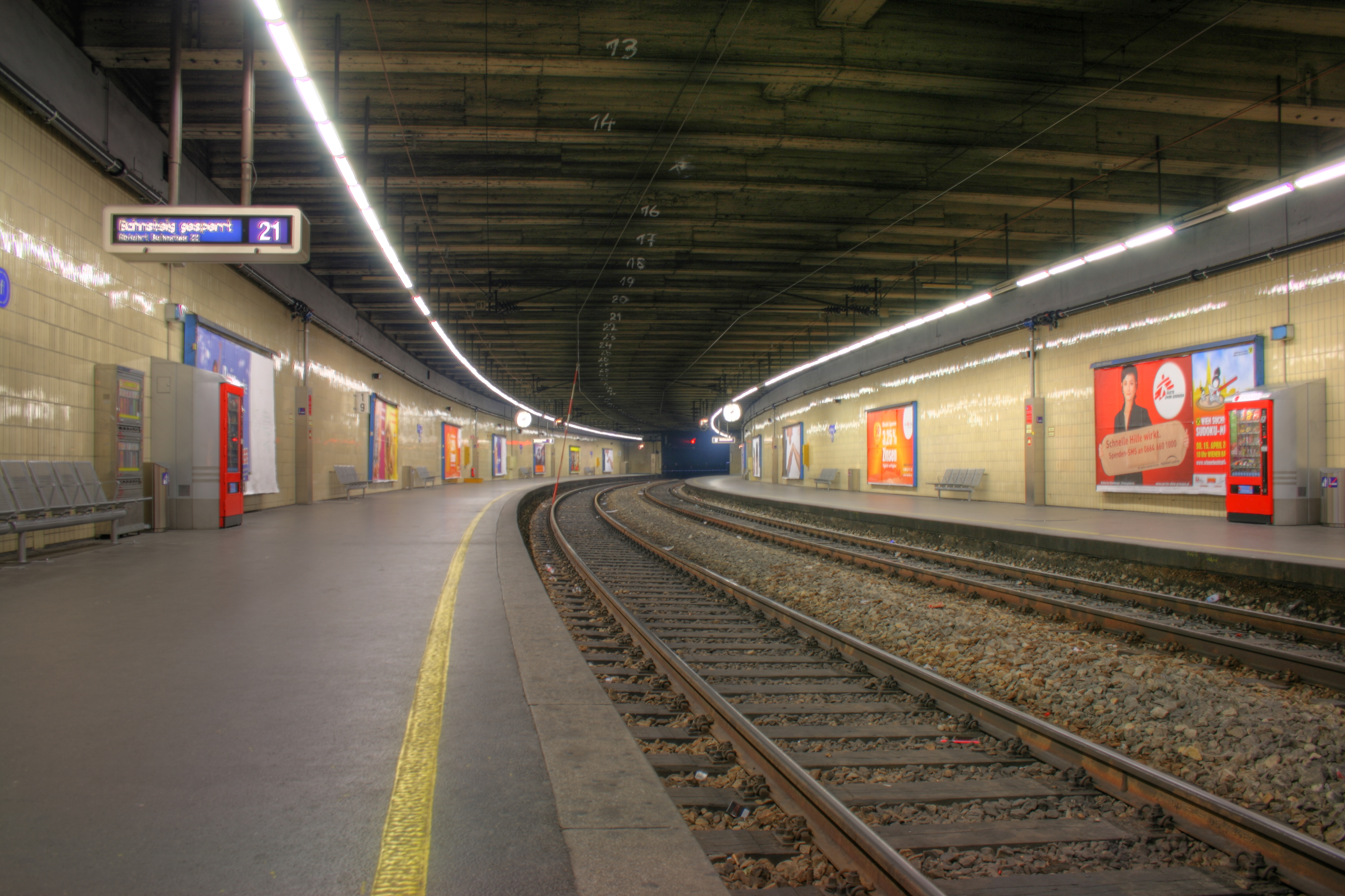
Bahnsteige zu Zeiten des Südbahnhofs (2007)

Die Station wurde am 17. Jänner 1962 mit der Wiener S-Bahn-Stammstrecke eröffnet und betrieblich bis 2012 als Teil des Wiener Südbahnhofes (Gleise 21 und 22) betrachtet. Der Abgang zur Station befand sich in der nordöstlichen Ecke der Bahnhofshalle, wo man über Rolltreppen vorerst in ein Zwischengeschoß mit Fahrkartenschalter gelangte, von dem aus die beiden Bahnsteige im Tiefgeschoß erreichbar waren.

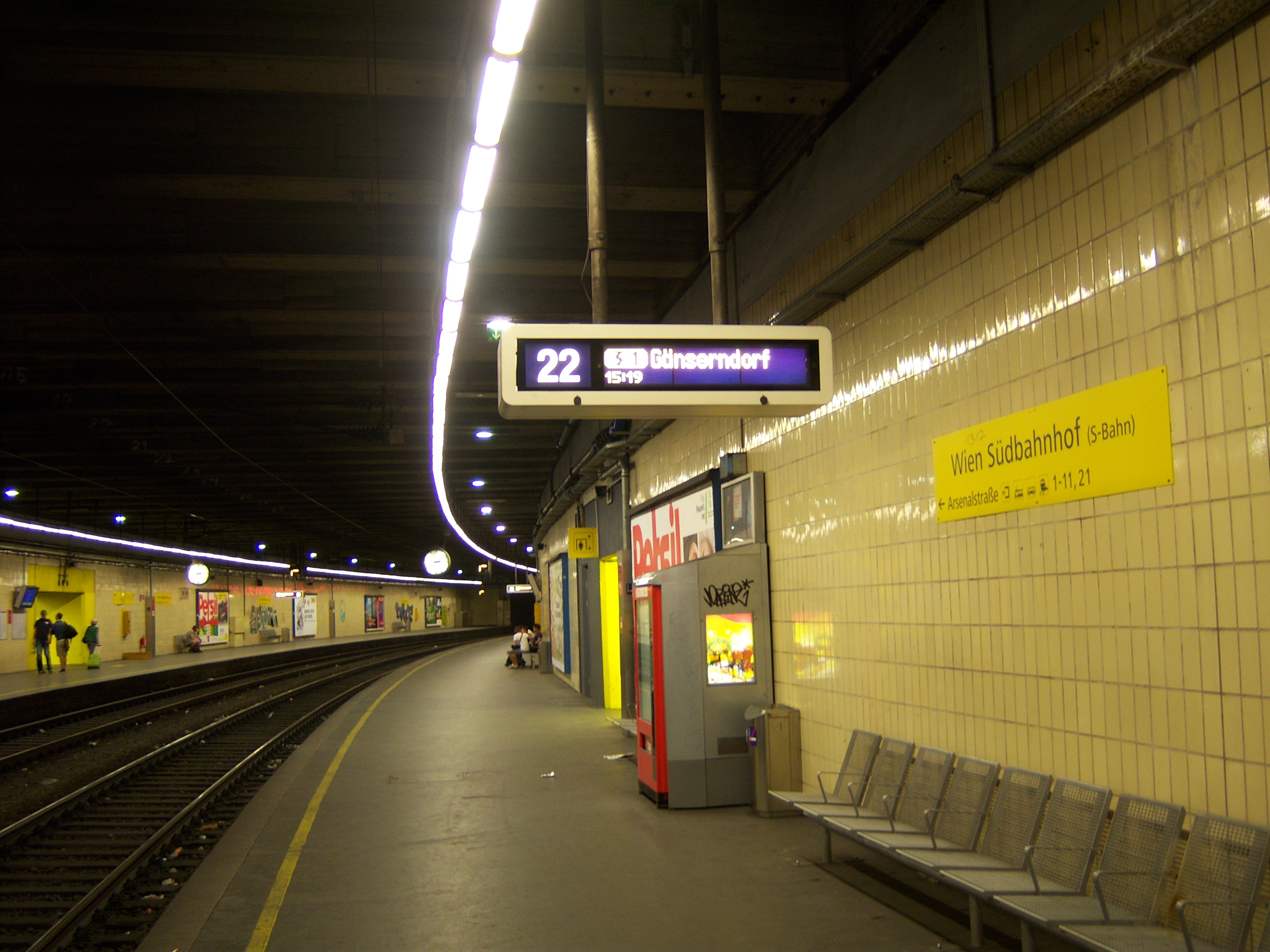
Bahnsteige 2012 unter dem Namen „Wien Südbahnhof (S-Bahn)“

Am 12. Dezember 2009 wurden die Südbahngleise und die Kassenhalle des Südbahnhofes gesperrt und in der Folge abgetragen und die Ostbahn-Bahnsteige – etwas verkürzt – unter dem Namen „Wien Südbahnhof (Ost)“ als Provisorium erhalten. Die unterirdische S-Bahn-Haltestelle erhielt zuvor in der Arsenalstraße, Ecke Landstraßer Gürtel (Schweizergarten), nach Fahrtrichtung getrennt neue Aufgänge und Aufzüge. Am 9. Dezember 2012 wurde die Haltestelle im Zuge der Teilinbetriebnahme des Wiener Hauptbahnhofes und der damit verbundenen Schließung der provisorischen Ostbahn-Bahnsteige in Wien Quartier Belvedere umbenannt. Der Name bezieht sich auf den neuen Stadtteil Quartier Belvedere, der auf dem Areal des ehemaligen Südbahnhofes errichtet wird, und auf das Schloss Belvedere auf der anderen Straßenseite des Gürtels.
Im Sommer 2015 wurde die Station um zirka 8 Millionen Euro modernisiert.
Im Zuge von Bauarbeiten entlang der gesamten Stammstrecke sollen von 2025 bis 2027 die Bahnsteige auf 220 Meter verlängert und angehoben werden, außerdem ist die Errichtung eines weiteren Ausgangs im Schweizergarten geplant.

## Anlage
Die Haltestelle verfügt über zwei unterirdische Seitenbahnsteige. Die Bahnsteige sind vom Straßenniveau mittels Aufzügen und Stiegen erreichbar. Auf Straßenniveau halten die Straßenbahnlinien D, O und 18.